# Bruce Odland
Bruce Odland (* 1952 in Milwaukee, Wisconsin) ist ein Komponist und Klangkünstler. Er lebt und arbeitet in Westchester County, New York (USA).

## Biografie
Bruce Odland studierte an der Northwestern University in Chicago (US) Komposition. Von 1979 bis 1984 war er musikalischer Direktor des Denver Center Theatre in Colorado (US). 1984 war er der Produktionsleiter der Mister-Heartbreak-Tour von Laurie Anderson in Japan und den USA. 1996–1998 war er als Composer-in-Residence für IBM am Thomas J. Watson Research Center in Yorktown, New York (Vereinigte Staaten) tätig.
Darüber hinaus hat er mit Musikern, Künstlern und Regisseuren wie Laurie Anderson, Dan Graham, Andre Gregory, Wallace Shawn, Peter Sellars, Joanne Akailitis, Robert Woodruff, Tony Oursler, Peter Erskine und der Wooster Group zusammengearbeitet.
Seit 1977 realisiert er Sound-Installationen im öffentlichen Raum.
Von 1984 bis 1990 leitete er seine eigene Bruce Odland Big Band.
Gemeinsam mit dem Komponisten und Klangkünstler Sam Auinger gründete er 1989 O+A, dessen zentrales Thema die „hearing perspective“ ist, bei der die räumliche Umgebung primär hörend wahrgenommen und das Gehörte als kulturelle Sprache des Ortes verstanden wird.
Bruce Odland erhielt zahlreiche Stipendien und Preise wie den Golden Muse Award von der American Association of Museums 2000 und den Helen Hayes Award für das Sound Design des Films "Dance of Death" 1997. 2011/12 war er Gast des Berliner Künstlerprogramms des DAAD.
Er hält Vorträge und war Gast-Dozent an zahlreichen Universitäten und Hochschulen wie dem Insa Art Institute, Seoul Korea; Tisch School of Design, Yale University; Harvard University School of Design; MIT; Technische Universität Berlin; Pratt Institute; The Bartlett School of Architecture, London; Technische Universität Wien; Universität der Künste Berlin.

## Rezeption
Bruce Odland ist ein international anerkannter Komponist und Klangkünstler. Nach seinem Studium der klassischen Komposition an der Northwest University wendet er sich verstärkt Natur- und Alltagsklängen zu. Mit Hilfe von Sonden und Kontakt-Mikrophonen zeichnet er detaillierte Klänge aus Natur- und städtischen Umgebungen auf und definiert sie als „musikalische Skulpturen“. Seine ersten Auftragsarbeiten, wie Sonic Excavation 1979 oder Riverworks 1980 realisiert er für Institutionen der Bildenden Kunst, wie dem Denver Art Museum oder dem Aspen Center vor Visual Arts.
1979 wurde das Denver Center Theater in Colorado (US) auf seine „musikalischen Skulpturen“ aufmerksam und richtet eigens für ihn den Posten des Direktors für Klang und Musik ein. Dadurch ist es ihm möglich an über 20 Produktionen seine neuen Kompositionen auszutesten und eine neue Form der Theater-Inszenierung zu entwickeln. Seine Kompositionen umfassen alle Aspekte von Klang. Um mehr Kontrolle über den Klang zu bekommen, entwickelt er eigene Techniken für Theater-Sound und Lautsprecher-Designs. Bis heute arbeitet er mit namhaften Regisseuren und Künstlern wie Peter Sellers, Tina Packer, Kristin Linklater, Robert Woodruff, JoAnne Akalaitis, Laurie Anderson, Andre Gregory, Jenniver Tipton, Wallace Shawn und der Wooster Group zusammen.
Durch seine Arbeit am Theater erlangt Bruce Odland ein ausgeprägtes akustisches Fachwissen, das er auch in seinen Produktionen von Radiostücken und Filmmusik einbringt.
Schon früh werden seine Arbeiten in Europa wahrgenommen. 1987 lässt eine Einladung des Ars Electronica Festival die erste gemeinsame Arbeit mit dem Klangkünstler Sam Auinger entstehen und führt zu einer dauerhaften Partnerschaft unter dem Namen O+A. Inzwischen erarbeiteten sie mehr als 50 temporäre und permanente Klanginstallationen im europäischen, nordamerikanischen und asiatischen Raum.
Im Frühjahr 2013 gelingt es ihm und einer Gruppe von mehreren Künstlern mit Hilfe einer Crowd-Funding Kampagne einen alten Wassertank in Colorado (US) vor dem Abriss zu retten. Der nie genutzte Tank wurde zum „Center for Sonic Arts“ und soll aufgrund seiner einzigartigen akustischen Eigenschaften jedem Künstler und Musiker als Aufführungsort erhalten bleiben.

## Werke (Auswahl)

### Permanente Sound Installationen
- Hearing View Rheinau, O+A, (seit 2013): Kunst am Bau für Psychiatrische Universitätsklinik Zürich, Rheinau Gebäude 80,82 (CH)[2]
- Sonic Vista. O+A, (seit 2011): Deutschherrenbrücke, Frankfurt/Main (DE)[3]
- The Green. (seit 2011): Co-Regie mit Laurie Anderson, für Novartis Campus, Basel (CH)[4]
- box 30/70. O+A, mobile Installation, (2001): Witten, Rotterdam (NL), Berlin, Düsseldorf, Dresden (DE), Wien (AT); (2002) Linz (AT)[5]; (2005–2008) Neerpelt (BE)
- Tonic. (seit 2002): öffentliche Kunstkollektion von West Hollywood (US)[6]
- Harmonic Bridge. O+A, (seit 1998): Mass MoCA / North Adams, Massachusetts (US)[7]

### Performances
- requiem for fossil fuels. O+A, (2010): World Financial Center[8], New York (US), St. Joseph’s Cathedral, San José (US); (2008) Sophienkirche / Berlin (DE); (2007) Judson Memorial Church / New York (US)
- my eyes ... my ears. O+A, (2009 bis heute): (2011) Lentos Kunstmuseum Linz/Linz (AT)[9]; (2010) Concordia University / Montreal (CA); (2009) Judson Memorial Church / New York (US)

### Sound Installationen und Ausstellungen
- Harmony in the Age of Noise. (2008): Disziplinübergreifende Untersuchung von Klanglandschaften, Tufts-Universität, Medford (US), mit David Guss (Anthropologen) und mehr als 100 Studenten und Mitarbeitern der Fakultät[10]
- Blue Moon. O+A, (2004): Langzeit Klanginstallation im öffentlich Raum World Financial Center Plaza, New York (US)[11]
- Sounds from the Vaults. (1999–2000): Interaktive Ausstellung, Field Museum, Chicago (US)[12]
- Traffic Mantra. O+A, (1992): Klanginstallation, Rom (IT), peter erskine's sos rom/trajan's forum[13]
- Garten der ZeiTräume. (1990): Klangkosmos anlässlich des 500jährigen Bestehens der Stadt Linz, Ars Electronica Festival, Linz (AT)[14]
- Riverworks. (1980): Klanginstallation, Roaring Forks River, Aspen Center for the Visual Arts, Aspen (US)[15]

### Bühnen- und Tanzmusik
- The Designated Mourner. (Wallace Shawn) (2013): The Public Theatre, Neuinszenierung, New York (US), (2000–2001): Originalmusik, Regie: Andre Gregory, The Public Theatre, New York (US)[16]
- La Didone. (Francesco Cavalli) (2007 bis 2009): Musikalische Leitung und Sound Design für The Wooster Group, New York (US), (2007): Kaii Theater, Brüssel (BE), Rotterdamse Schouwburg, Rotterdam (NL), Edinburgh International Festival, Edinburgh (UK), (2008): St. Ann´s Warehouse, Brooklyn, New York (US), Grand Théâtre de la Ville, Luxembourg (LU), (2009): St. Ann´s Warehouse, Brooklyn, New York (US), REDCAT, Los Angeles (US)[17]
- Don’t Trust Anyone over Thirty. (2004–2006): Sound Design für die Puppentheater Rock-Oper von Dan Graham and Tony Oursler mit Musik von Japanther auf der Miami Art Basel und einer Europäischen Tour[18]
- The Persians. (Æschylus) (1993): Regie: Peter Sellars, Salzburger Festspiele, Szene Salzburg, Salzburg (AT)[19], Theatre Bobigny, Paris (FR); Mark Taper Forum, Los Angeles (US); International Festival, Edinburgh (UK); Hebbel.Theater, Berlin (DE)
- Shakespeare and Company (1980–1988): The Mount, Lenox (US), Regie: Tina Packer, Stücke: Twelfth Night, Comedy of Errors, Macbeth, Midsummer Night's Dream, MerryWives of Windsor, As You Like It
- The Denver Center for the Performing Arts (1980–1984): Direktor für Sound und Musik für mehr als 20 Theaterstücke und Sound Designs, einschließlich Wings, Medea, Under Milk Wood, Tempest, Three Sisters, Passing Game, Enemy of the People, Denver (US)

### Filmmusik
- Everything Turns, Everything Revolves. (US, 2013): Regie: Dave Davidson (Dokumentation über das Leben von Hans Richter), Filmmusik[20]
- Andre Gregory: Before and After Dinner. (US, 2013): Regie: Cindy Kleine (Dokumentation über Andre Gregory), Filmmusik und Sound Design[21]
- Sugar. (US, 2004): Regie: Reynold Reynold, Sound Design, Filmmusik, Binaurale Aufnahmen, (2005) Sundance Film Festival, Utah (US)[22]
- The Origin of Man. (US, 1998): Regie: Stewart Culpepper, Filmmusik[23]
- Watunna. (US, 1989): Animation: Stacey Steers, erzählt bei Stan Brakhage, Filmmusik und Sound Design[24]
- Ajax. (US, 1987): für Peter Sellars Theaterstück, dokumentiert vom Niederländischen Fernsehen, Filmmusik[25]

### Mitschnitte und Radio
- Requiem fo Fossil Fuels. O+A, (2007): CD, unterstützt vom DAAD, Berlin (DE)[26]
- The Designated Mourner. (2001): Radiosendung des Theaterstücks von Wallace Shawn, Sound Design, Produzent[27]
- Resonance. O+A, (1995): CD
- Leaving Eden. (1993): CD, Arcadian Records[28]
- Terra Infirma. (1988–1991): wöchentliche Radioshow mit Paul Klite für CPB, NPR
- Crossover. (1985): Bruce Odland Big Band, XO Records

### Stipendien und Preise
- DAAD fellowship (2011–2012): Berlin (DE)
- Einzelkünstler, Preis für Komposition, NYSCA/Wooster Group (US) (2009)
- Golden Muse Award (2000): für Interaktive Medien, American Association of Museums, “Sounds from the Vaults” Ausstellung, Field Museum, Chicago (US)
- Helen Hayes Award (1997): Auszeichnung in Sound Design, für Dance of Death, Regie: Joanne Akalaitis
- Golden Reel Award (1990): für die unabhängig Radio Produktion “Terra Infirma”
- Foundation for the Performing Arts (1990)

## Vermittlung

### Vorträge
- Art Beyond Sight. (2012): Metropolitan Museum, New York (US)[29]
- The Sonic Commons. (2010): MIT Forum on Art and Culture, MIT media lab, Boston (US)
- toward the hearing perspective. (2010): ESOF, Lingotto Congress Center, Turin (IT)[30]
- Urban Soundscape Design. (2004): Build Boston Conference, Boston (US)
- Transportation Research Board National Meeting. (2002): Austin (US)
- Man Transforms Symposium. (2001): organisiert von Sputnik, New York (US)

### Lehre (Gastvorträge)
- Tisch School of the Arts, New York (US)[31]
- New York University, New York (US)
- Tufts University, Medford (US)
- Yale University, New Haven (US)
- Harvard University School of Design, Cambridge (US)
- The New School, New York (US)
- Bard College, New York (US)
- Cal Arts, Valencia (US)
- MIT, Boston (US)
- The Bartlett School of Architecture, London (UK)
- Cooper Union, New York (US)

### Workshops und Symposien
- Harmony in the Age of Noise (2008): Tufts University, Medford (US)
- Hearing Perspective (2007): Insa Art Institut, Seoul (KR)
- Good Vibrations: Museum of Contemporary Art, Sydney, (AU)